# Salamandra (zoologia)
Salamandra Garsault, 1764 è un genere di anfibi urodeli della famiglia Salamandridae.

## Biologia
Hanno una lingua flessibile con cui catturano le prede più distanti. Hanno delle ghiandole sulla pelle che emanano una secrezione nociva e irritante. Come tutti gli anfibi, si nutrono di insetti e altri invertebrati.

## Distribuzione e habitat
Le specie del genere Salamandra sono distribuite in Europa, Nord Africa e Asia occidentale.
Vivono in zone umide e con un clima fresco tutto l'anno, in collina e montagna, dove frequentano il sottobosco.

## Tassonomia
Il genere comprende sette specie:
- Salamandra algira Bedriaga, 1883
- Salamandra atra Laurenti, 1768
- Salamandra corsica Savi, 1838
- Salamandra infraimmaculata (Martens, 1885)
- Salamandra lanzai Nascetti, Andreone, Capula, and Bullini, 1988
- Salamandra longirostris Joger and Steinfartz, 1994
- Salamandra salamandra (Linnaeus, 1758)

## Leggende, miti e simboli
Alla salamandra furono attribuite nell'antichità, ed in particolare nel medioevo, proprietà e relativi simboli.

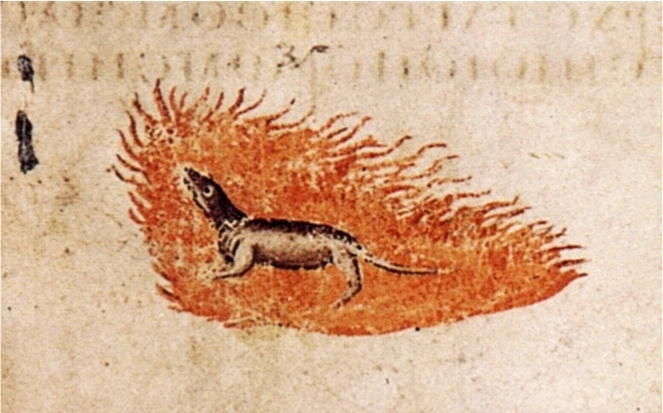
Illustrazione di una salamandra circondata dal fuoco (Dioscoride di Vienna)

La caratteristica principale è che si riteneva che la salamandra avesse la capacità di resistere al fuoco diretto. Tale caratteristica (presunta) ne fece quindi un animale con un'alta carica simbolica. Essa viene spesso rappresentata accanto o addirittura in mezzo alle fiamme ed è divenuta anche una figura araldica. Essa fu scelta come simbolo araldico anche da Francesco I, re di Francia, associandola al motto, in lingua latina, Nutrisco et extinguo, che riprende una delle caratteristiche leggendarie dell'animale, che era ritenuto capace di alimentare il "fuoco buono" e spegnere quello "cattivo".
Identificata con il fuoco stesso, fu scelta dagli alchimisti come simbolo della operazione di calcinazione.
Anche Johann Wolfgang Goethe raccoglie questa nomea quando, nel Faust, fa pronunciare al protagonista dell'opera lo "scongiuro dei quattro":
(Johann Wolfgang Goethe, Faust, 1273, ..1283-1284)
Tuttavia questa presunta capacità della salamandra di resistere al fuoco portò, per analogia, all'identificazione dell'animale nelle virtù che consentono alla persona retta di passare indenne attraverso le tribolazioni e le tentazioni, che deve affrontare nella vita. 
Joachim Camerarius, naturalista di Norimberga, scriveva nel 1590, nella sua opera Symbolorum et Emblematum ex Aquatilibus et Reptilibus (Simboli ed emblemi dagli animali acquatici e dai rettili):
(Joachim Camerarius, Symbolorum et Emblematum ex Aquatilibus et Reptilibus)
Così la salamandra era diventata emblema della Verginità e della Castità, virtù che consentono agli esseri umani di attraversare un mondo di tentazioni senza cadere nel peccato. La deduzione di una sua capacità di distinguere il fuoco buono, quello che dà calore e vita, da quello cattivo, che tutto distrugge, alimentando il primo e spegnendo il secondo, ne ha fatto anche il simbolo dell'uomo giusto e in particolare della Giustizia distributiva del Cristo. Inoltre l'affermazione di Cristo: «Sono venuto a portare il fuoco sulla terra e come vorrei che fosse già acceso!» e la sua "discesa agl'inferi", cioè nel fuoco eterno, uscendone vittorioso, come detto nell'antico Simbolo degli Apostoli, hanno fatto della salamandra addirittura un simbolo del Cristo stesso.